# انحراف حاجز الأنف
انحراف الحاجز الأنفي هي مشكلة يحدث فيها إزاحة للحاجز الأنفي والإزاحة البسيطة للحاجز الأنفي أمر شائع يوجد عند 80% من الناس وفي أغلب الأحيان تكون غير ملحوظة.
يرجع سبب ميلان الحاجز الغضروفي الأنفي إما لسبب خلقي أو نتيجة لتعرض الشخص لضربة في الأنف وخصوصاً في الخمس سنوات الأولى من عمر الشخص حتى ولو كانت ضربة بسيطة، وهذا الانحراف يسبب تكون جفاف وقشور داخل الأنف وقد يكون هناك نزيف في الأنف مما يضطر إلى إجراء عملية لتعديل الحاجز الأنفي أو بسبب منع الحاجز الأنفي المنحرف عليه من إفرازات الجيوب الأنفية.

## أنواع انحراف حاجز الأنف
- انحراف حاجز أنف ولادي
- انحراف حاجز أنف رضي
- انحراف حاجز أنف مختلط

## الأعراض والعلامات
- الصداع الجبهي
- التعب والوسن
- زلة تنفسية مع تسرع قلب
- الشخير

فقط الانحراف الشديد للحاجز الأنفي يسبب أعراض مثل صعوبة التنفس ويستلزم العلاج..
قد يشكو مريض انحراف الوتيرة من التهابات الجيوب الأنفية المتكررة، انقطاع النفس أثناءالنوم، الشخير، العطاس المتكرر، آلام في الوجه، الرعاف، صعوبة في التنفس و نقص طفيف في حاسة الشم وقد يصل إلى فقدانها.
الحاجز الأنفي يتكون من عظم وغضروف ويفصل التجويف الأنفي إلى فتحتين. الغضروف يسمى بالغضروف رباعي الزوايا، والعظام التي تكون الحاجز هي عرف الفك العلوي، الميكعة، والصفيحة العمودية من العظم الغربالي.
الحاجز بالوضع الطبيعي يكون في وسط التجويف الأنفي ويقسمه إلى تجويفين متشابهين. أما في انحراف الحاجز الأنفي فإن اعلى الجزء الغضروفي ينحرف إلى اليمين أو اليسار مؤديا إلى تضيق المجرى الأنفي، وهذا قد يؤدي إلى إعاقة تفريغ الجيوب الأنفية، وقد يشكو المريض من صعوبة في التنفس، صداع، رعاف أو مشاكل في النوم والتنفس أثناء النوم.
من الشائع أن ينحرف الحاجز الأنفي قليلا عن الوسط، ولكن يجب أن يكون الانحراف واضح أومسبب لأعراض عند المريض لكي نقول أن المريض يعاني من مشكلة انحراف الوتيرة. العديد من الأشخاص لديهم انحراف في الحاجز دون أن يسبب لهم أعراض وحتى دون معرفتهم وفي هذه الحالة لا داعي للعلاج.

## الأسباب
في اغلب الأحيان يكون السبب ضربة أورضة على الوجه، ولكنها قد تكون مشكلة خلقية سببها حدوث الضغط على أنف الطفل أثناء الولادة. انحراف الوتيرة أيضا قد يحدث مع أمراض النسيج الضام المتعلقة بالجينات مثل متلازمة مارفان والبيلة الهيموسيستينية(homocystinuria) و متلازمة اهلارز-دانلوس ehlers-danlos syndrome).

## العلاج
في الحالات البسيطة من الممكن علاج الأعراض باستخدامالأدوية مثل مضادات الاحتقان((decongestants ومضادات الهيستامين(antihistamine) وبخاخات الأنف، هذه الأدوية تعالج الأعراض بشكل مؤقت ولكنها لا تحل مشكلة انحراف الوتيرة. ويمكن أيضا استعمال شرائط الأنف.
العلاج من مشكلة انحراف الوتيرة يتضمن عملية جراحية بسيطة تسمى بجراحة رأب الوتيرة، هذه العملية تستغرق ساعة واحدة تقريبا ولا تؤثر على الشكل الخارجي ولا تتضمن أي ندوب خارجية، والتعافي الكامل من العملية يستغرق من يومين إلى أربعة أسابيع.
عظم الحاجز الأنفي لا ينمو مجددا أبدا، لذلك ظهور الأعراض مجددا يعني أنها لم تكن بسبب انحراف الوتيرة، قد تكون بسبب حصول تغيرات في نوع الخلايا للغشاء المخاطي المبطن للأنف.

### مضاعفات عملية رأب الوتيرة
- ثقب الحاجز الأنفي: بسبب تعرض الغشاء المخاطي الغضروفي الذي يحيط بالحاجز الأنفي للجرح من الجهتين.
- ورم دموي وخرَاج في حاجز الأنف يبدا بالظهور من الاسبوع السادس إلى الثامن من ما سيؤدي لاعاقة عملية التنفس تدريجيا من ما يتطلب إلى تجهيز المريض لدخول غرفة العمليات مجددا والتي تستغرق إجرائها من ساعة إلى ثلاث ساعات وقد يضع الجراح لفائف قطنية داخل فتحتي الانف وذالك ليومين من يلزم استخدام المضاد الحيوي الوريدي أيضا.
- التصاقات بين الغشاء المخاطي للحاجز الأنفي وطرفي الأنف من الداخل.
- الأنف السرجي بسبب إزالة أجزاءظهرية (خلفية) من غضروف الحاجز الأنفي بشكل أكثر من اللازم.
- انخفاض مقدمة الأنف بسبب استئصال الجزء الذنبي(السفلي).